# باشگاه فوتبال ای‌وی‌اس
باشگاه فوتبال ای‌وی‌اس (انگلیسی: AVS Futebol SAD) یک باشگاه فوتبال مستقر در داس آوس، پرتغال است که در حال حاضر در لیگ برتر فوتبال پرتغال، بالاترین رده لیگ فوتبال در این کشور، به رقابت می‌پردازد.
این باشگاه در سال ۲۰۲۳ تأسیس شد و نتیجه تغییر نام باشگاه سابق باشگاه ورزشی ویلافرانکوئنسه پس از انتقال به ویلا داس آوس است.

## تاریخچه
این باشگاه در ۵ مه ۲۰۲۳ تأسیس شد پس از اینکه باشگاه ورزشی ویلافرانکوئنسه به دلیل شرایط نامناسب ورزشگاه از ویلا فرانکا د خیرا به ویلا داس آوس منتقل شد. ویلافرانکوئنسه به مسابقات قهرمانی منطقه‌ای ای‌اف لیسبون رفت در حالی که ویلافرانکوئنسه اس‌ای‌دی (که اکنون AVS نام دارد) جایگاه خود را در لیگا پرتغال ۲ تضمین کرد. این وضعیت پیش از این در سال ۲۰۱۸ برای باشگاه‌های دیگری در پرتغال اتفاق افتاده بود.
در سال ۲۰۲۴، آن‌ها برای اولین بار در بالاترین سطح فوتبال پرتغال با پیروزی در پلی‌آف در برابر باشگاه فوتبال پورتیموننزه، صعود کردند.